# Elecciones generales de Namibia de 2019
Las elecciones generales de Namibia se realizaron el domingo 27 de noviembre de 2019 con el objetivo de renovar la presidencia de la República y 96 de los 104 escaños de la Asamblea Nacional. Fueron las séptimas elecciones generales nacionales desde la independencia de Namibia.
Para estas elecciones se empleó por primera vez el voto electrónico, siendo la segunda elección en el continente africano en las cuales se utilizó este sistema. Hubo un total de once candidatos presidenciales, y quince partidos políticos presentaron listas para la Asamblea Nacional.
Hage Geingob, de la Organización del Pueblo de África del Sudoeste (SWAPO), oficialista y hegemónica desde la independencia, se presentó a la reelección para un segundo mandato. Un conflicto interno dentro del partido y un empeoramiento de la situación económica condujeron a la postulación de Panduleni Itula, un dentista de escasa militancia política y miembro disidente de la SWAPO, como candidato independiente, la primera candidatura de este tipo desde la independencia. La candidatura de Itula recogió varios apoyos en todo el país y dos candidatos presidenciales se retiraron a su favor días antes de las elecciones. Geingob, que había sido elegido en 2014 con la mayoría más abrumadora de la historia del país (86,73%) resultó reelegido con un 56,25% de los sufragios, precisamente el porcentaje más bajo de la historia electoral de la SWAPO, sufriendo una pérdida neta de más de 300 000 sufragios. Itula obtuvo el mejor porcentaje para un candidato opositor con el 30,16% de los votos, la primera vez que el segundo candidato más votado superaba el 30%. McHenry Venaani, del principal partido de la oposición, el Movimiento Democrático Popular (PDM), obtuvo el 5,46%, un ligero crecimiento con respecto a la elección anterior. Los demás candidatos no superaron el 3% de los votos, y la participación fue del 62,06% del electorado registrado.
A nivel legislativo, aunque la ausencia de una lista partidaria que apoyara a Itula favoreció a la SWAPO, que retuvo la mayoría legislativa con un 65,45% de los votos, fracasó en asegurarse más de dos tercios de la Asamblea Nacional por primera vez desde las elecciones de 1989, con 63 escaños. El PDM fue la segunda fuerza y experimentó un gran aumento, logrando 16 escaños. El Movimiento de los Pueblos sin Tierra (LPM) obtuvo 4 escaños, y los demás partidos no lograron más de dos bancas. Los dos partidos que retiraron a sus candidatos y apoyaron a Itula, el Partido Republicano y Luchadores por la Libertad Económica de Namibia (NEFF), obtuvieron 2 escaños cada uno. La participación fue un poco más alta en los comicios parlamentarios, llegando al 64,28%.

## Sistema electoral
El presidente de la República de Namibia es elegido por voto popular y directo para un mandato de cinco años, con posibilidad de una sola reelección, mediante el sistema de segunda vuelta electoral. Si ningún candidato recibe más del 50% en la primera ronda de votación, se realizará una segunda vuelta. Desde la instauración de la presidencia electa en 1994, ninguna elección ha requerido segunda vuelta, y habitualmente los candidatos de la SWAPO superan holgadamente los tres cuartos de los sufragios válidos.
Los 104 miembros de la Asamblea Nacional consisten en 96 escaños elegidos y ocho miembros (sin derecho a voto) designados por el presidente de la República. Los 96 miembros electos son elegidos mediante escrutinio proporcional plurinominal con listas cerradas. El país se encuentra dividido en catorce regiones, las cuales actúan a su vez como circunscripciones electorales de múltiples miembros. Los escaños se distribuyen mediante el método del resto mayor.

## Candidaturas

### SWAPO
Gobernante desde la independencia del estado namibio, la Organización del Pueblo de África del Sudoeste (SWAPO), liderada por el presidente Hage Geingob, era vista como el partido favorito para ganar las elecciones, aunque se pronosticó que el surgimiento de nuevos partidos políticos, como el izquierdista Movimiento de los Pueblos sin Tierra (LPM), podría provocar una disminución en su intención de voto. En 2014, el SWAPO gobernante anunció un sistema de igualdad de género donde las mujeres ocupan la mitad de los escaños de la SWAPO en el parlamento. El partido también abrazó lo que llamó un "sistema de cebra", por el cual si un ministro fuera una mujer, el viceministro sería un hombre, y viceversa. Debido a que había más parlamentarios que parlamentarias, la SWAPO presentó planes para expandir el parlamento para eliminar el riesgo de que los parlamentarios varones pierdan sus escaños como resultado de esta política de género. Este cambio, que aumentó el número de escaños de 78 a 104, se promulgó en 2014, aunque se enmarcó oficialmente para permitir una representación más amplia de la población.

### Oposición
De cara a las elecciones, la mayoría de los partidos de la oposición expresaron que su objetivo a corto plazo sería privar a la SWAPO de una mayoría de dos tercios en el legislativo. El ex dentista y abogado Panduleni Itula, afiliado a la SWAPO desde 1971, anunció su intención de postularse como candidato independiente en 2017. Aunque recibió amenazas de expulsión por parte de la dirigencia partidaria, que tenía resuelto apoyar la reelección de Geingob, Itula descartó que estas pudieran cumplirse, pues la SWAPO no goza de una cláusula que prevea la expulsión de un afiliado en sus estatutos partidarios. Itula se convirtió en el primer candidato independiente de la historia electoral del país, a pesar de que las candidaturas independientes son legales en Namibia desde la instauración de la presidencia electa en 1994. Dos candidatos de partidos menores: Henk Mudge del Partido Republicano (RP) y Jan Mukwilongo, de Luchadores por la Libertad Económica de Namibia (NEFF), retiraron sus candidaturas a favor de Itula antes de los comicios, aunque sus listas legislativas continuaron disputando. Otra candidatura destacada fue la de Esther Muinjangue, de la Organización Democrática de Unidad Nacional (NUDO), que fue la primera mujer en postularse a la presidencia de Namibia.
Algunos partidos formaron alianzas antes de los comicios. En agosto de 2019, el Movimiento Democrático Popular (PDM) y el Partido Democrático Unido (UDP) firmaron un acuerdo de coalición para el próximo período legislativo, asignando los escaños parlamentarios 6, 13 y 18 a la UPM, y los otros a PDM, en una entidad que se conocerá como la coalición PDM-UPM, que a su vez apoyó a McHenry Venaani como candidato presidencial. la Agrupación por la Democracia y el Progreso (PDR) formó una coalición con la Voz Demócrata Cristiana (CDV), apoyando a Mike Kavekotora como candidato presidencial.

## Elecciones presidenciales

### Resultados
|  | 56.25 % |

|  | 30.16 % |

|  | 5.46 % |

|  | 2.82 % |

|  | 1.82 % |

|  | 1.45 % |

|  | 0.59 % |

|  | 0.53 % |

|  | 0.43 % |

|  | 0.40 % |

|  | 0.11 % |

|  | 100.00 % |

|  | 62.06 % |

### Resultados por región
| Región            | Hage Geingob (SWAPO) | Hage Geingob (SWAPO) | Panduleni Itula (Ind.) | Panduleni Itula (Ind.) | McHenry Venaani (PDM) | McHenry Venaani (PDM) | Bernadus Swartbooi (LPM) | Bernadus Swartbooi (LPM) | Apius Auchab (UDF) | Apius Auchab (UDF) | Esther Muinjangue (NUDO) | Esther Muinjangue (NUDO) | Tangeni Iiyambo (SWANU) | Tangeni Iiyambo (SWANU) | Henry Mudge (RP) | Henry Mudge (RP) | Mike Kavekotora (RDP) | Mike Kavekotora (RDP) | Ignatius Shixwameni (APP) | Ignatius Shixwameni (APP) | Jan Mukwilongo (NEFF) | Jan Mukwilongo (NEFF) |
| Región            | Votos                | %                    | Votos                  | %                      | Votos                 | %                     | Votos                    | %                        | Votos              | %                  | Votos                    | %                        | Votos                   | %                       | Votos            | %                | Votos                 | %                     | Votos                     | %                         | Votos                 | %                     |
| ----------------- | -------------------- | -------------------- | ---------------------- | ---------------------- | --------------------- | --------------------- | ------------------------ | ------------------------ | ------------------ | ------------------ | ------------------------ | ------------------------ | ----------------------- | ----------------------- | ---------------- | ---------------- | --------------------- | --------------------- | ------------------------- | ------------------------- | --------------------- | --------------------- |
| Kunene            | 13.807               | 44,60%               | 2.139                  | 6,91%                  | 9.736                 | 31,45%                | 584                      | 1,89%                    | 3.027              | 9,78%              | 791                      | 2,55%                    | 118                     | 0,38%                   | 102              | 0,33%            | 568                   | 1,83%                 | 54                        | 0,17%                     | 34                    | 0,11%                 |
| Omusati           | 80.298               | 74,56%               | 24.165                 | 22,44%                 | 859                   | 0,80%                 | 82                       | 0,08%                    | 1.191              | 1,11%              | 137                      | 0,13%                    | 481                     | 0,45%                   | 147              | 0,14%            | 164                   | 0,15%                 | 78                        | 0,07%                     | 98                    | 0,09%                 |
| Oshana            | 43.214               | 49,56%               | 40.288                 | 46,21%                 | 1.527                 | 1,75%                 | 122                      | 0,14%                    | 785                | 0,90%              | 68                       | 0,08%                    | 423                     | 0,49%                   | 288              | 0,33%            | 238                   | 0,27%                 | 118                       | 0,14%                     | 120                   | 0,14%                 |
| Ohangwena         | 75.745               | 72,73%               | 24.795                 | 23,81%                 | 951                   | 0,91%                 | 74                       | 0,07%                    | 1.201              | 1,15%              | 54                       | 0,05%                    | 580                     | 0,56%                   | 241              | 0,23%            | 380                   | 0,36%                 | 85                        | 0,08%                     | 43                    | 0,04%                 |
| Oshikoto          | 46.730               | 63,01%               | 24.171                 | 32,59%                 | 1.067                 | 1,44%                 | 167                      | 0,23%                    | 963                | 1,30%              | 79                       | 0,11%                    | 446                     | 0,60%                   | 237              | 0,32%            | 156                   | 0,21%                 | 107                       | 0,14%                     | 45                    | 0,06%                 |
| Kavango del Oeste | 24.205               | 88,11%               | 1.585                  | 5,77%                  | 425                   | 1,55%                 | 67                       | 0,24%                    | 484                | 1,76%              | 23                       | 0,08%                    | 167                     | 0,61%                   | 66               | 0,24%            | 93                    | 0,34%                 | 327                       | 1,19%                     | 29                    | 0,11%                 |
| Kavango del Este  | 29.801               | 79,60%               | 3.677                  | 9,82%                  | 1.338                 | 3,57%                 | 115                      | 0,31%                    | 669                | 1,79%              | 52                       | 0,14%                    | 239                     | 0,64%                   | 97               | 0,26%            | 211                   | 0,56%                 | 1.199                     | 3,20%                     | 41                    | 0,11%                 |
| Zambezi           | 17.482               | 75,01%               | 2.448                  | 10,50%                 | 2.448                 | 10,50%                | 97                       | 0,42%                    | 261                | 1,12%              | 37                       | 0,16%                    | 96                      | 0,41%                   | 87               | 0,37%            | 202                   | 0,87%                 | 120                       | 0,51%                     | 29                    | 0,12%                 |
| Erongo            | 23.037               | 35,68%               | 30.948                 | 47,98%                 | 4.163                 | 6,45%                 | 1.399                    | 2,17%                    | 2.836              | 4,39%              | 849                      | 1,31%                    | 338                     | 0,52%                   | 569              | 0,88%            | 202                   | 0,31%                 | 161                       | 0,25%                     | 65                    | 0,10%                 |
| Otjozondjupa      | 25.627               | 51,90%               | 12.300                 | 24,91%                 | 4.910                 | 9,94%                 | 638                      | 1,29%                    | 934                | 1,89%              | 3.737                    | 7,57%                    | 391                     | 0,79%                   | 413              | 0,84%            | 192                   | 0,39%                 | 165                       | 0,33%                     | 67                    | 0,14%                 |
| Omaheke           | 12.545               | 53,65%               | 2.190                  | 9,37%                  | 2.785                 | 11,91%                | 799                      | 3,42%                    | 416                | 1,78%              | 3.615                    | 15,46%                   | 533                     | 2,28%                   | 182              | 0,78%            | 169                   | 0,72%                 | 91                        | 0,39%                     | 57                    | 0,24%                 |
| Khomas            | 48.955               | 35,64%               | 68.139                 | 49,60%                 | 9.008                 | 6,56%                 | 4.370                    | 3,18%                    | 1.373              | 1,00%              | 2.304                    | 1,68%                    | 760                     | 0,55%                   | 1.370            | 1,00%            | 611                   | 0,44%                 | 339                       | 0,25%                     | 146                   | 0,11%                 |
| Hardap            | 10.083               | 40,75%               | 3.228                  | 13,05%                 | 3.466                 | 14,01%                | 6.381                    | 25,79%                   | 487                | 1,97%              | 94                       | 0,38%                    | 158                     | 0,64%                   | 348              | 1,41%            | 183                   | 0,74%                 | 239                       | 0,97%                     | 77                    | 0,31%                 |
| Karas             | 12.600               | 38,11%               | 8.479                  | 25,65%                 | 2.318                 | 7,01%                 | 8.406                    | 25,43%                   | 371                | 1,12%              | 92                       | 0,28%                    | 155                     | 0,47%                   | 229              | 0,69%            | 142                   | 0,43%                 | 191                       | 0,58%                     | 77                    | 0,23%                 |
| Total             | 464.703              | 56,25%               | 249.153                | 30,16%                 | 45.080                | 5,46%                 | 23.313                   | 2,82%                    | 15.004             | 1,82%              | 11.942                   | 1,45%                    | 4.890                   | 0,59%                   | 4.379            | 0,53%            | 3.515                 | 0,43%                 | 3.274                     | 0,40%                     | 928                   | 0,11%                 |

## Elecciones parlamentarias
|  | 65.45 % |

|  | 16.65 % |

|  | 4.75 % |

|  | 1.96 % |

|  | 1.79 % |

|  | 1.79 % |

|  | 1.77 % |

|  | 1.66 % |

|  | 1.09 % |

|  | 0.71 % |

|  | 0.65 % |

|  | 0.57 % |

|  | 0.56 % |

|  | 0.39 % |

|  | 0.22 % |

|  | 64.28 % |